# Сумская, Анна Ивановна
Анна Ивановна Сумская (дев. Опанасенко, упоминается в прессе как Опанасенко-Сумская; 15 октября 1933, село Катюжанка, Вышгородский район, Киевская область, Украинская ССР, СССР — 27 февраля 2022, Киев, Украина) — советская и украинская театральная актриса. Заслуженная артистка УССР (1975). Мать актрис Ольги и Натальи Сумской. Жена актёра Вячеслава Сумского .

## Биография
Родилась в 1933 году в селе Катюжанка Киевской области.
В 1955 окончила Киевский театральный институт.
Работала в театрах:
- Крымский русский драматический театр им. М. Горького — 1955—1957,
- Львовский театр им. М. Заньковецкой, 1957—1967
- Запорожский театр им. Щорса, 1967—1980
- Полтавский музыкально-драматический театр им. Гоголя, 1980—1990
- Киевский театр «Будем», 1990—1993
- Национальный украинский драматический театр, 1993—2001

Сыграла на сценах театров более 150 ролей, снималась в эпизодичных ролях в кино.
В 1975 году присвоено звание Заслуженная артистка Украинской ССР.
Умерла в ночь на 27 февраля 2022 года в Киеве, похоронена на Байковом кладбище.
Была женой актёра Вячеслава Сумского, мать актрис Натальи Сумской и Ольги Сумской.

## Фильмография
- 1953 — Калиновая роща (фильм-спектакль) — эпизод
- 1954 — Над Черемошем — эпизод
- 1981 — Такая поздняя, такая тёплая осень — эпизод
- 1982 — Путешествие будет приятным — эпизод
- 1991 — Народный Малахий — эпизод
- 1992 — Цветение одуванчика — мать
- 1993 — Сад Гефсиманский — женщина на кладбище
- 2001 — Провинциальный роман — тётя Ани
- 2021 — Заколебал ты! 2 — мать О. Жукова